# Kościół Bożego Ciała w Makowie Mazowieckim
Kościół pw. Bożego Ciała w Makowie Mazowieckim (makowska fara) – katolicki kościół parafialny zlokalizowany w Makowie Mazowieckim, najcenniejszy zabytek miasta. Patronem parafii jest św. Józef.

## Zarys historyczny
Drewniany kościół został wzniesiony przed rokiem 1200, jak podają kroniki parafialne, nie można ustalić dokładnej daty. Parafię erygował Jakub z Korzkwi – biskup płocki. Budowę obecnego Kościoła rozpoczęto w 1490 r. staraniem, proboszcza makowskiego, ks. Stanisława z Lipia Lipskiego, prepozyta kapituły katedralnej płockiej, podkanclerzego mazowieckiego. Ówczesną świątynię stanowiła prawdopodobnie nawa główna obecnego stanu świątyni. W roku 1511 były prowadzone prace budowlane. W tym czasie powstała poprzedzająca elewację zachodnią kruchta, zwieńczona neobarokowym, tynkowanym szczytem. Wewnątrz kruchty jest sklepienie kolebkowo-krzyżowe, które wskazuje na późniejsze przeróbki. W kruchcie znajduje się również portal ostrołukowy. W tym okresie powstała także prostokątna, trójprzęsłowa, dwukondygnacjowa zakrystia, wraz ze znajdującą się nad nią salką, która pełniła wówczas funkcję skarbca. Pod koniec XVI w. obok kościoła wybudowano na planie czworoboku wolnostojącą dzwonnicę. Kolejne prace miały miejsce w 1630 r., kiedy dobudowano kaplicę św. Anny. Kaplica św. Anny połączona jest z nawą półkolistą arkadą. Podczas potopu szwedzkiego kościół został zniszczony. W połowie XVIII w. wymieniono w kościele dach i sufit. W 1789 r. świątynia ucierpiała ponownie podczas pożaru miasta. Wnętrze kościoła bardzo ucierpiało podczas przemarszu wojsk napoleońskich w 1812 r. 

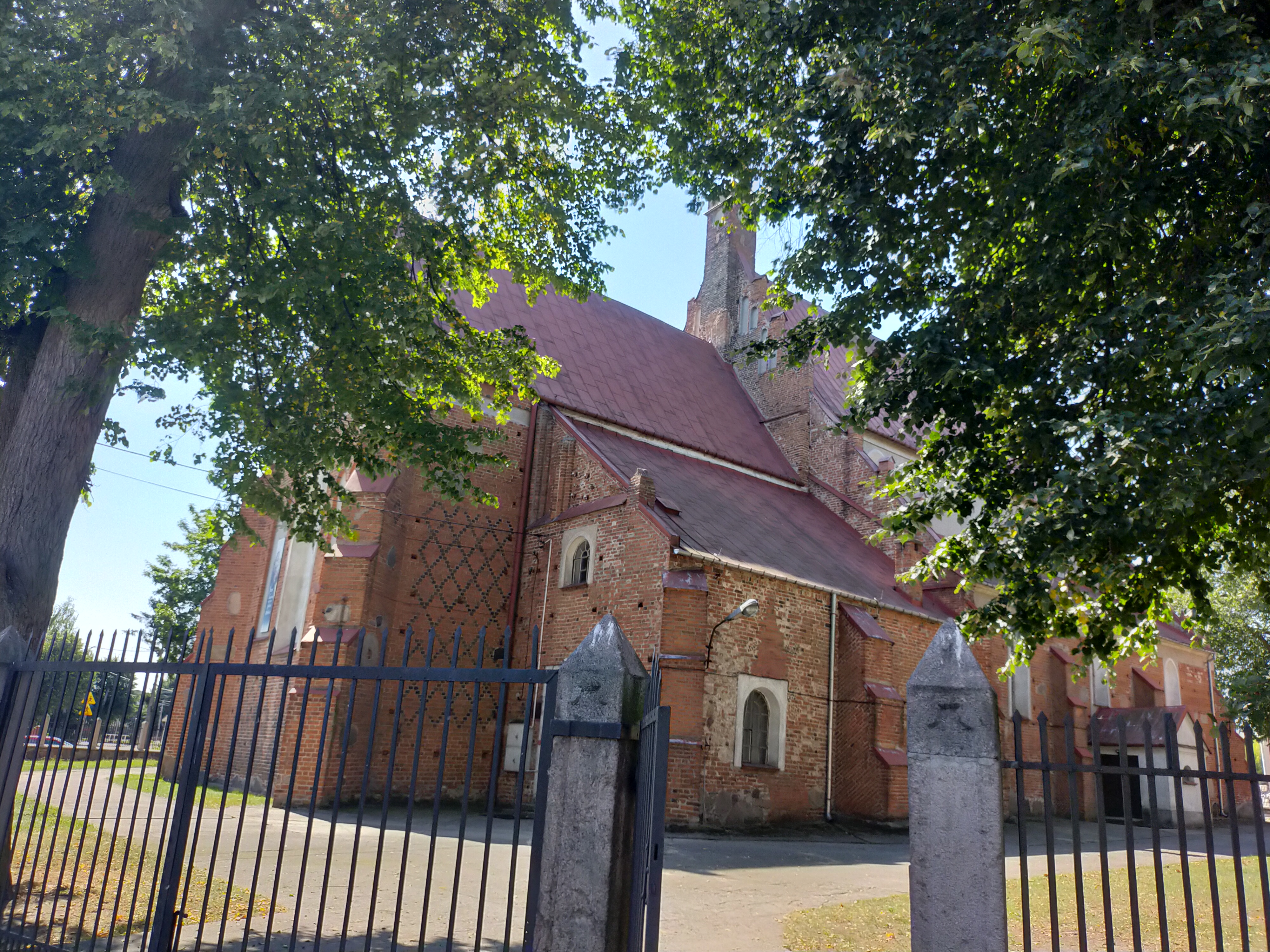
Fasada kościoła

W latach 1806–1837 kościół nie był użytkowany ze względu na zły stan, w latach 1806–1807 pełnił funkcję więzienia, a następnie piekarni. W 1820 r. ks. Michał Wierzbowski, wykonał kosztorys remontu, który został zatwierdzony przez rząd. Nowy proboszcz ks. Wawrzyniec Stokowski za czasów swojego poprzednika był wikariuszem w parafii, nie podjął większych prac remontowych w kościele, ale czynił starania, aby kościół nie uległ większemu zniszczeniu. W latach 1835–1882 proboszczem parafii był ks. Ignacy Wielgolawski. Drewniana podłoga oraz balustrada oddzielająca prezbiterium od nawy głównej zostały wykonane w 1839 r. Ogrom prac musiał być dość znaczny, bowiem w 1849 roku pleban przyjął do pracy w parafii wikariusza, ks. Ignacego Szyszkowskiego. Ostatnim przedsięwzięciem ks. Wielgolawskiego w zakresie remontu świątyni była budowa bocznej kruchty od strony północnej oraz murowanego chóru muzycznego, posiadającego drewnianą balustradę, wysuniętego trójbocznie, wspartego na dwóch kwadratowych filarach. Pod chórem wykonano sklepienie kolebkowe z lunetami. Wejście na chór od strony północnej, w trójkątnej wieżyczce dobudowanej od strony zewnętrznej do zachodniej ściany kościoła i północnej ściany starszej kruchty. Odrestaurowany kościół ponownie spełniał swoje funkcje religijne.
Ostatnie prace remontowe makowskiego kościoła w XIX wieku miały miejsce w roku 1886, już po śmierci ks. Ignacego Wielgolawskiego przez nowego rządcę parafii, administratora ks. Kajetana Śmiechowskiego. Naprawiono wówczas mury, zakończono ściany szczytowe oraz zainstalowano rynny. Wewnątrz świątyni wykonano sufity łukowe w nawach bocznych, odremontowano obie kruchty i przeprowadzono kapitalny remont zakrystii. Wykonano w niej betonową podłogę i zewnętrzne wejście oraz przerobiono skarbiec. Wraz z pracami remontowo-budowlanymi dokonano uzupełnienia wyposażenia świątyni. Poddano konserwacji organy, wykonano sześć konfesjonałów, dwie szafy dla bractw i cechów, wymurowano piscynię przy chrzcielnicy, naprawiono ołtarze i okna oraz wykonano ławki wokoło ścian. W 1914 r. w dzwonnicy zamontowany został zegar z 1880 roku, zakupiony z ofiar wiernych, na którego utrzymanie fundusze pobierano z kasy miejskiej. Dzwonnica z biegiem czasu uległa zniszczeniu i 12 czerwca 1921 runęła. 
W 1926 r. wybudowana została nowa bliżej świątyni dostosowana wyglądem do budynku kościoła wykonana z cegły, nie tynkowana. W czasie działań wojennych w 1944 r. kościół został uszkodzony, po wojnie został wyremontowany przez kolejnych proboszczów ks. Franciszka Gościniaka i ks. Henryka Błażejewskiego. Jest to budowla późnogotycka, murowana z cegły, trójnawowa. Świątynia wyposażona jest w ołtarz główny i kilka ołtarzy bocznych. Zachowały się zabytkowe nagrobki, kielichy i relikwiarze. 

### Wnętrze
- Nagrobek renesansowy Jędrzeja Noskowskiego z ok. 1591 roku, z piaskowca gotlandzkiego, jego autorem był  rzeźbiarz związany z kręgiem Willema van den Blockego z Gdańska. Jędrzej Noskowski (zm. 1591) herbu Łada, był starostą różańskim, makowskim i stanisławowskim[2].

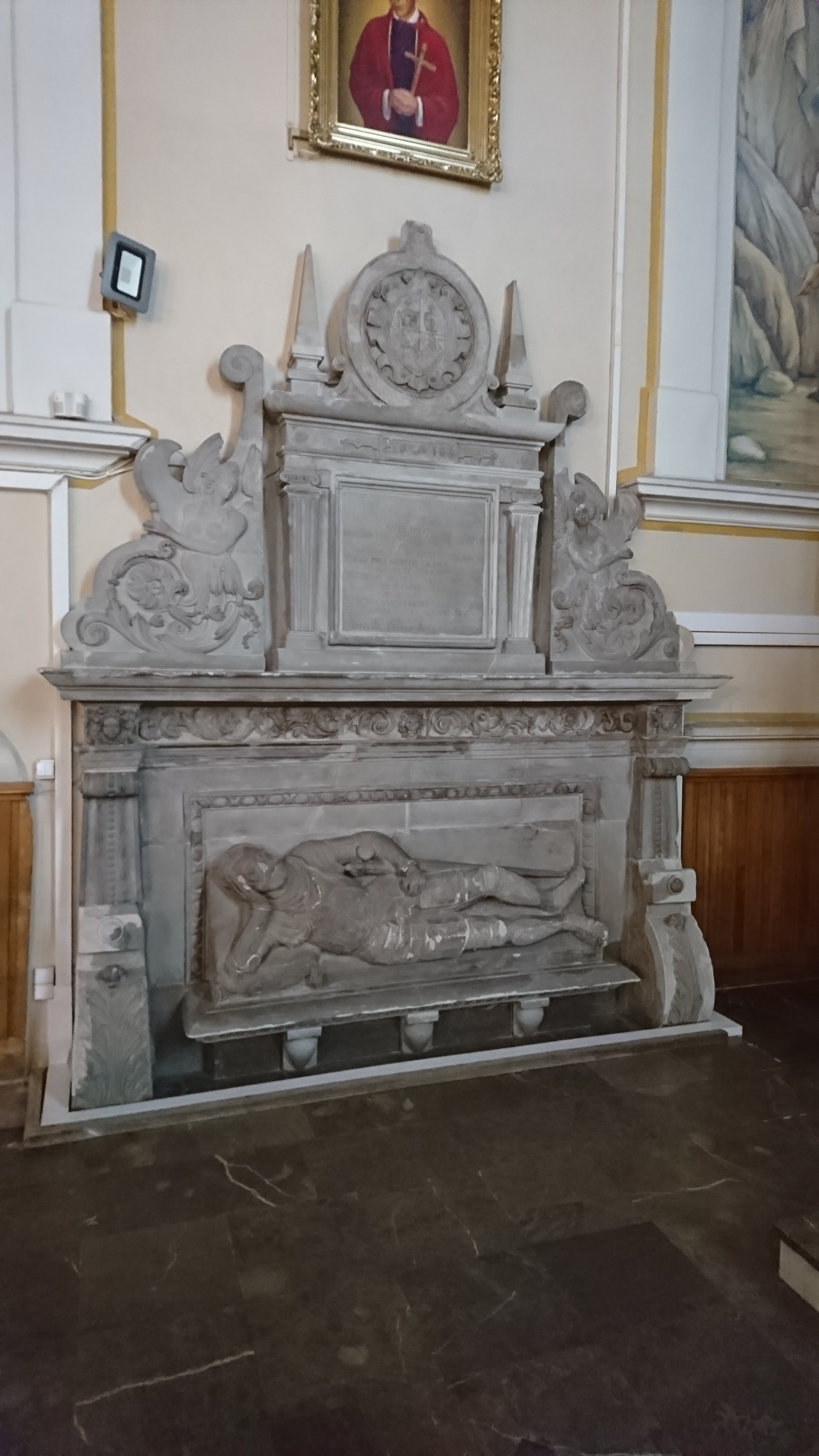
Nagrobek starosty Jędrzeja Noskowskiego
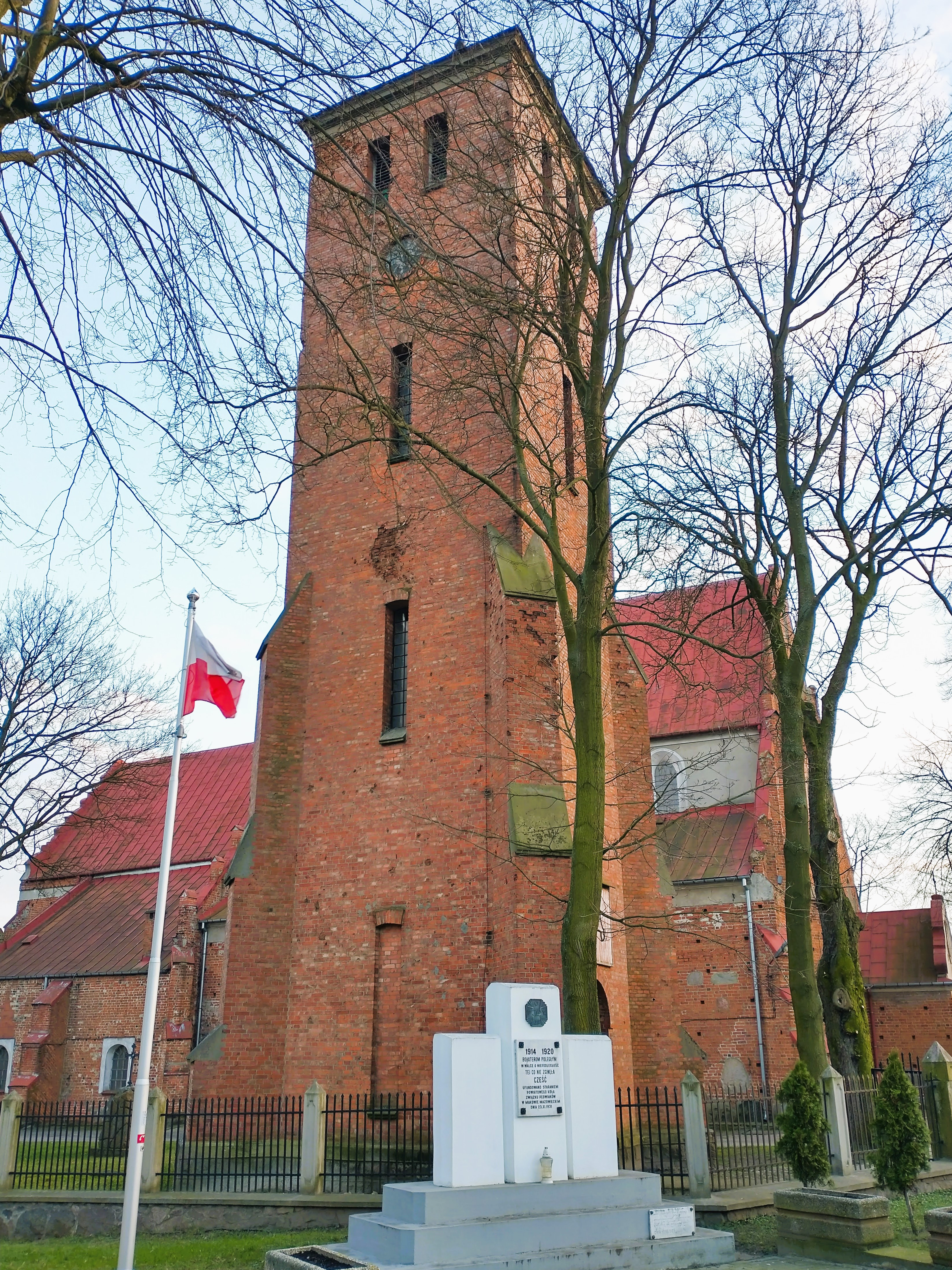
Dzwonnica